# Ambloplites constellatus
Az Ambloplites constellatus a sugarasúszójú halak (Actinopterygii) osztályának sügéralakúak (Perciformes) rendjébe, ezen belül a díszsügérfélék (Centrarchidae) családjába tartozó faj.

## Előfordulása
Az Ambloplites constellatus előfordulási területe az észak-amerikai kontinensen van. Eredetileg, csak a Missouri és Arkansas államokban levő White River-vízgyűjtőjében élt, azonban az ember eme államok egyéb vizeibe is betelepítette. A betelepítések nem bizonyultak sikeresnek.

## Megjelenése
Ez a hal általában 13,3 centiméter hosszú, azonban 27,9 centiméteresre és 450 grammosra is megnőhet.

## Életmódja
Mérsékelt övi, édesvízi halfaj, amely a kavicsos és homokos mederfenék közelében él.

## Képek

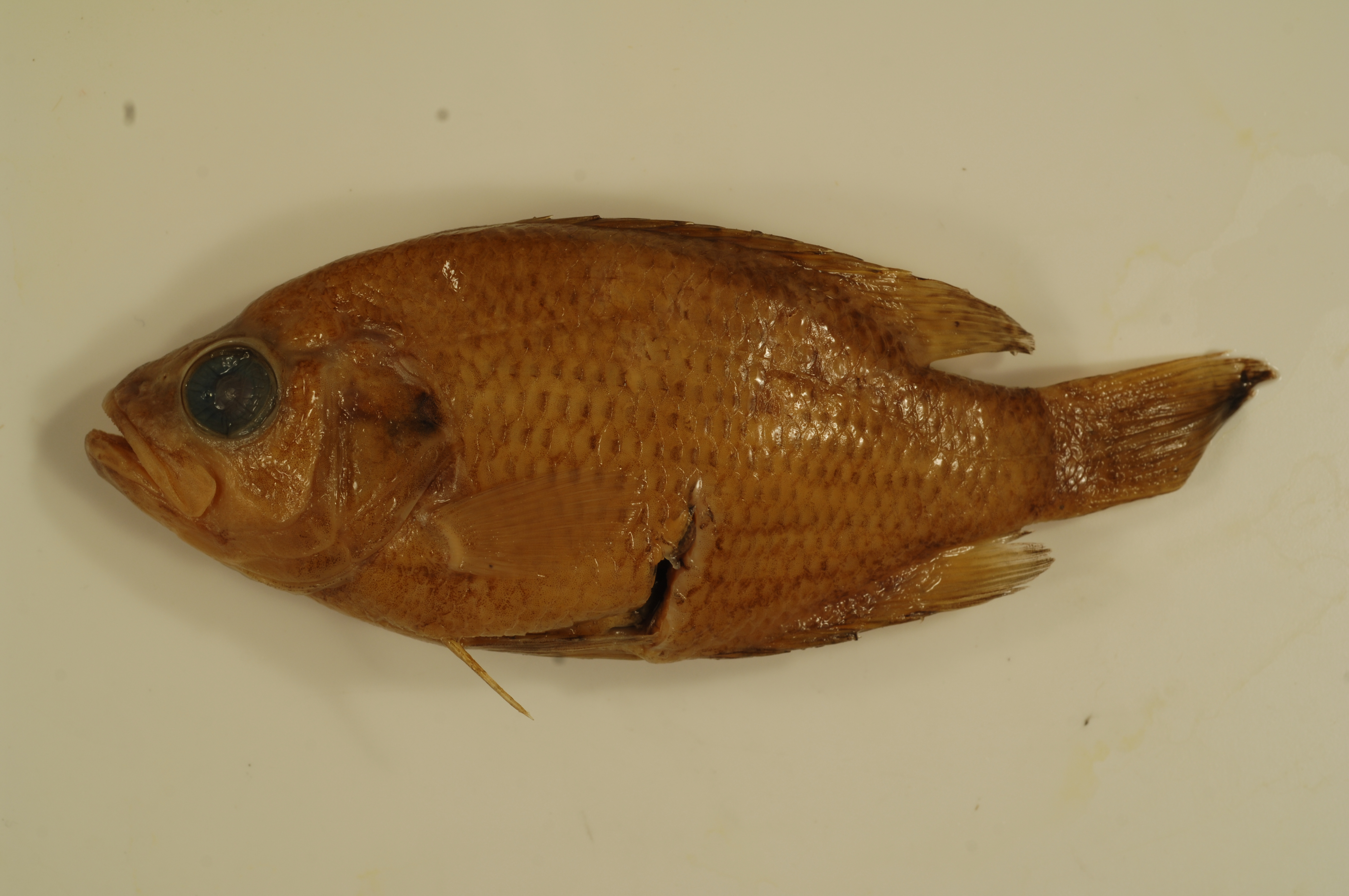